# Helmut Lemke
Pour les articles homonymes, voir Lemke.
Helmut Bernhard Julius Lemke, né le 29 septembre 1907 à Kiel et mort le 15 avril 1990 à Lübeck, est un homme politique allemand membre de l'Union chrétienne-démocrate d'Allemagne (CDU).
Formé en droit à Kiel, il travaille initialement dans la magistrature au début des années 1930. Il rejoint le NSDAP en 1933 et occupe deux postes de bourgmestre jusqu'à la fin de la Seconde Guerre mondiale, tout en étant officier de la marine militaire.
Il adhère à la CDU en 1945 et devient ministre de l'Éducation du Schleswig-Holstein en 1954. Il est désigné ministre de l'Intérieur en 1955, puis vice-ministre-président en 1962.
En 1963, après le passage de Kai-Uwe von Hassel en politique fédérale, il est investi ministre-président de Schleswig-Holstein. Il occupe ce poste huit ans à la tête d'une « coalition noire-jaune » avec le FDP. Il est remplacé en 1971 par Gerhard Stoltenberg et prend la présidence du Landtag.
Il se retire de la vie politique en 1983 et exerce jusqu'à sa mort comme avocat à Lübeck.

## Biographie

### Jeunesse
Fils d'un officier de marine, il passe son baccalauréat en 1925 à Kiel, dans la province prussienne du Schleswig-Holstein. Il s'inscrit ensuite à l'université de Tübingen pour étudier le droit. Il était membre de la société académique Stuttgardia Tübingen (de) depuis 1926. C'est à l'université Christian Albrecht de Kiel qu'il obtient son premier diplôme juridique en 1928.
Il passe avec succès son doctorat en droit à l'université de Heidelberg l'année d'après, puis son second diplôme juridique à Kiel, en 1932. Il est alors recruté comme conseiller juridique au parquet de Kiel, avant de rejoindre celui d'Altona, à Hambourg.
Il adhère en 1933 au Parti national-socialiste des travailleurs allemands (NSDAP) et devient peu après bourgmestre d'Eckernförde, village situé sur la mer Baltique. Il se révèle favorable à l'idéologie nazie, déclarant notamment « Les nationaux-socialistes sont à l'origine du Führerprinzip. Chacun a son rôle et nous sommes tous prêts à exécuter les ordres du Troisième Reich ».
Officier de la Kriegsmarine pendant la Seconde Guerre mondiale, il est bourgmestre de Schleswig entre 1937 et 1945.

### Après la Seconde Guerre mondiale

#### Débuts en politique sous la RFA
À la fin du conflit, il adhère à l'Union chrétienne-démocrate d'Allemagne (CDU), puis intègre en 1950 le comité directeur régional du Schleswig-Holstein.
Lors des élections législatives régionales du 12 septembre 1954, il postule au Landtag mais ne parvient pas à se faire élire. Il est nommé ministre de l'Éducation dans le premier cabinet du ministre-président chrétien-démocrate Kai-Uwe von Hassel le 13 octobre suivant, à l'âge de 47 ans.

#### Ascension
Porté en 1955 à la présidence de la section de la CDU dans l'arrondissement de Segeberg, au sud du Land, il fait finalement son entrée au Parlement régional le 27 septembre de cette même année, à la suite du décès du député  Paul Pagel. À peine deux mois plus tard, le 25 novembre, il est promu ministre de l'Intérieur. En 1957, il devient membre du Corps Holsatia.
Il est à nouveau candidat lors des élections législatives régionales du 28 septembre 1958, marquées par une victoire de la CDU qui rate à deux sièges seulement la majorité absolue. Lui-même parvient à conserver son mandat en remportant la circonscription de Segeberg-Süd avec 45,5 % des suffrages exprimés. Il est ensuite reconduit dans ses fonctions ministérielles.
Il est réélu député au cours du scrutin du 23 septembre 1962 avec 46,1 % des voix. Bien que l'Union chrétienne-démocrate ait encore progressé, il lui manque un siège pour gouverner seule. Toutefois, Kai-Uwe von Hassel subit un rejet du FDP, son partenaire de coalition, qui souhaite gouverner avec le SPD et le soutien sans participation de la SSW, et qui se retire du cabinet le 21 octobre. Lemke est alors promu vice-ministre-président et le cabinet sortant expédie les affaires courantes.

#### Ministre-président du Schleswig-Holstein
Cependant, la SSW refuse de s'associer au projet du Parti libéral-démocrate et von Hassel est appelé à devenir ministre fédéral de la Défense.
Le 7 janvier 1963, Helmut Lemke est investi ministre-président de Schleswig-Holstein à l'âge de 56 ans par le Landtag. Il remporte 35 voix sur 68, soit un suffrage de plus que le total de la CDU. Il parvient rapidement à reformer une alliance avec le FDP et le 14 janvier, il nomme un gouvernement où siège le libéral Bernhard Leverenz comme ministre de la Justice.
Peu après, il devient membre du comité directeur fédéral de l'Union chrétienne-démocrate, avant d'être élu président de la fédération régionale du parti en 1964, en remplacement là encore de von Hassel.
Le 1er novembre 1966, il prend pour un an la présidence tournante du Conseil fédéral.
La durée de la législature ayant été augmentée de six mois, les élections régionales sont convoquées le 23 avril 1967. Chef de file des chrétiens-démocrate, Lemke est réélu député avec 51,9 % des voix tandis que son parti totalise 46 % des suffrages et 34 parlementaires sur 73. Sa coalition étant toujours majoritaire avec 38 sièges, il est confirmé à la direction du gouvernement du Land.

#### Président du Landtag
Pour les élections du 25 avril 1971, la CDU désigne Gerhard Stoltenberg comme chef de file électoral. Dans la circonscription de Segeberg-Ost, Lemke conquiert un nouveau mandat avec 61 % des voix. À l'ouverture de la législature le 24 mai, il devient le nouveau président du Landtag de Schleswig-Holstein. Stoltenberg le remplace ensuite comme ministre-président, puis président régional de la CDU.
Confirmé en 1975 et 1979 à la présidence de l'assemblée parlementaire, il renonce en 1976 à présider le parti dans l'arrondissement de Segeberg après 21 ans à ce poste. Il ne se représente pas aux élections de 1983 et quitte donc la vie politique après 29 années de mandats et fonctions institutionnels.

### Après la politique
Il reprend alors une activité privée et devient avocat à Lübeck. À la suite de l'affaire Barschel, il sort de sa réserve avec Kai-Uwe von Hassel et appuie la désignation d'Ottfried Hennig comme nouveau président de la CDU de Schleswig-Holstein, mais ce dernier échouera à maintenir les chrétiens-démocrates au pouvoir.
Il meurt à Lübeck le 15 avril 1990, à 82 ans.

### Vie privée
Il est marié et père de quatre enfants. Son fils Volker, né 1942, est député au Landtag de Schleswig-Holstein entre 1983 et 1987.